# Untavansaaret
Untavansaaret är en ö i Finland. Den ligger i sjön Sääksjärvi och i kommunen Orivesi i den ekonomiska regionen Tammerfors och landskapet Birkaland, i den södra delen av landet, 180 km norr om huvudstaden Helsingfors. Öns area är 0,7 hektar och dess största längd är 140 meter i sydväst-nordöstlig riktning.  Notera att namnet antyder att det är fråga om flera öar.